# Sthenarus rotermundi
Sthenarus rotermundi ist eine Wanzenart aus der Familie der Weichwanzen (Miridae).

## Merkmale
Die Wanzen werden 3,3 bis 4,2 Millimeter lang. Sie haben eine weißliche oder graubraune Färbung und sind dadurch gut auf ihren Wirtspflanzen getarnt. Die Körperoberseite trägt lange, blasse Härchen und die Fühler sind gelblich. Der Cuneus der Hemielytren ist zumindest teilweise rot gefärbt, insbesondere zur Spitze hin.

## Vorkommen und Lebensraum
Die Art ist in Europa vom Süden Skandinaviens bis in den Norden des Mittelmeergebietes und östlich bis in die Kaukasusregion verbreitet. Die Art wurde im 20. Jahrhundert vermutlich durch Baumschulpflanzen durch den Menschen nach Nordamerika eingeschleppt. In Deutschland ist die Art fast überall verbreitet und meist nicht selten. Sie ist in Österreich nur vereinzelt nachgewiesen, wahrscheinlich hier aber auch weiter verbreitet. Besiedelt werden feuchte Lebensräume wie Auwälder, aber auch trockene Gebiete.

## Lebensweise
Sthenarus rotermundi ernährt sich sowohl von den Säften ihrer Wirtspflanzen, Grau-Pappel (Populus × canescens) und Silber-Pappel (Populus alba), als auch räuberisch. Sie sitzen auf der Unterseite der Blätter und sind dort gut getarnt. Gelegentlich kann man die Wanzen auch an anderen Pappeln (Populus) mit silbrig-weißen Blattunterseiten, wie etwa an Balsam-Pappel (Populus balsamifera) antreffen. Imagines kann man von Mitte Juni bis August, gelegentlich auch bis in den September beobachten. Unter guten Bedingungen treten die Imagines auch bereits ab Ende Mai auf.

## Belege